# Rathaus (Zürich)

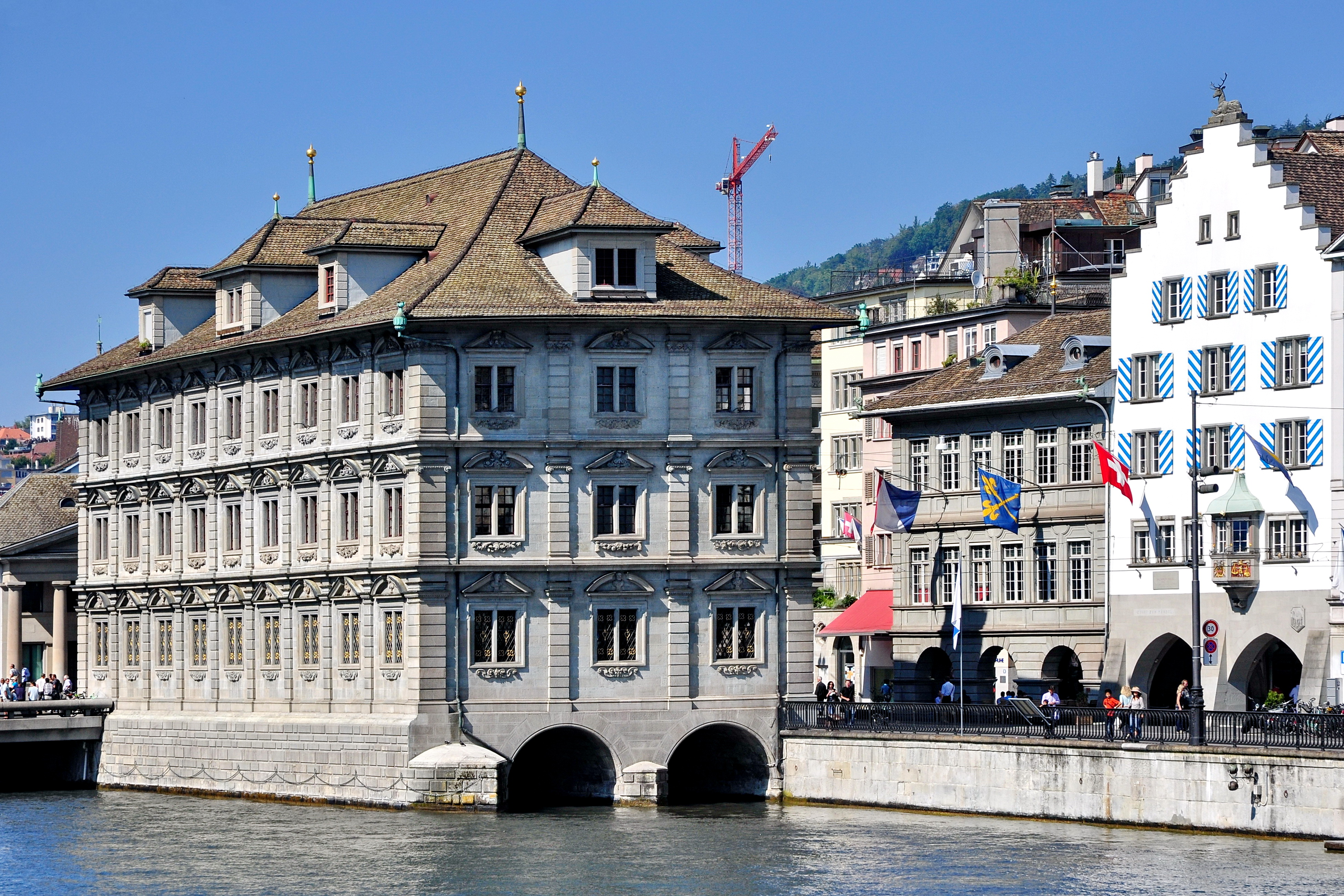
Das Rathaus von Zürich (West- und Südseite), rechts das Zunfthaus zur Haue

Das Zürcher Rathaus war bis 1798 der Regierungs- und Verwaltungssitz der Stadtrepublik Zürich. Es wurde zwischen 1694 und 1698 an repräsentativer Lage freistehend in der Limmat in der Mitte der Altstadt von Zürich erbaut. Die klassischen Formen des Äussern sind der Architectura recreationis (Augsburg 1640) des italienkundigen Joseph Furttenbach entnommen, das Innere im Stil des Hochbarock gestaltet.
Seit 1803 ist das Rathaus im Besitz des Kantons Zürich und dient als Sitz des Kantonsrats. Auch der Gemeinderat (Parlament) der Stadt Zürich tagt im Rathaus. Des Weiteren nutzen die Kirchensynode und der Kirchenrat der Evangelisch-reformierten Landeskirche des Kantons Zürich sowie die Synode der römisch-katholischen Körperschaft des Kantons Zürich das Rathaus als Tagungsort. Von 2023 bis voraussichtlich 2027 wird das Rathaus umgebaut; Kantons- und Gemeinderat tagen unterdessen in der Bullingerkirche.

## Geschichte

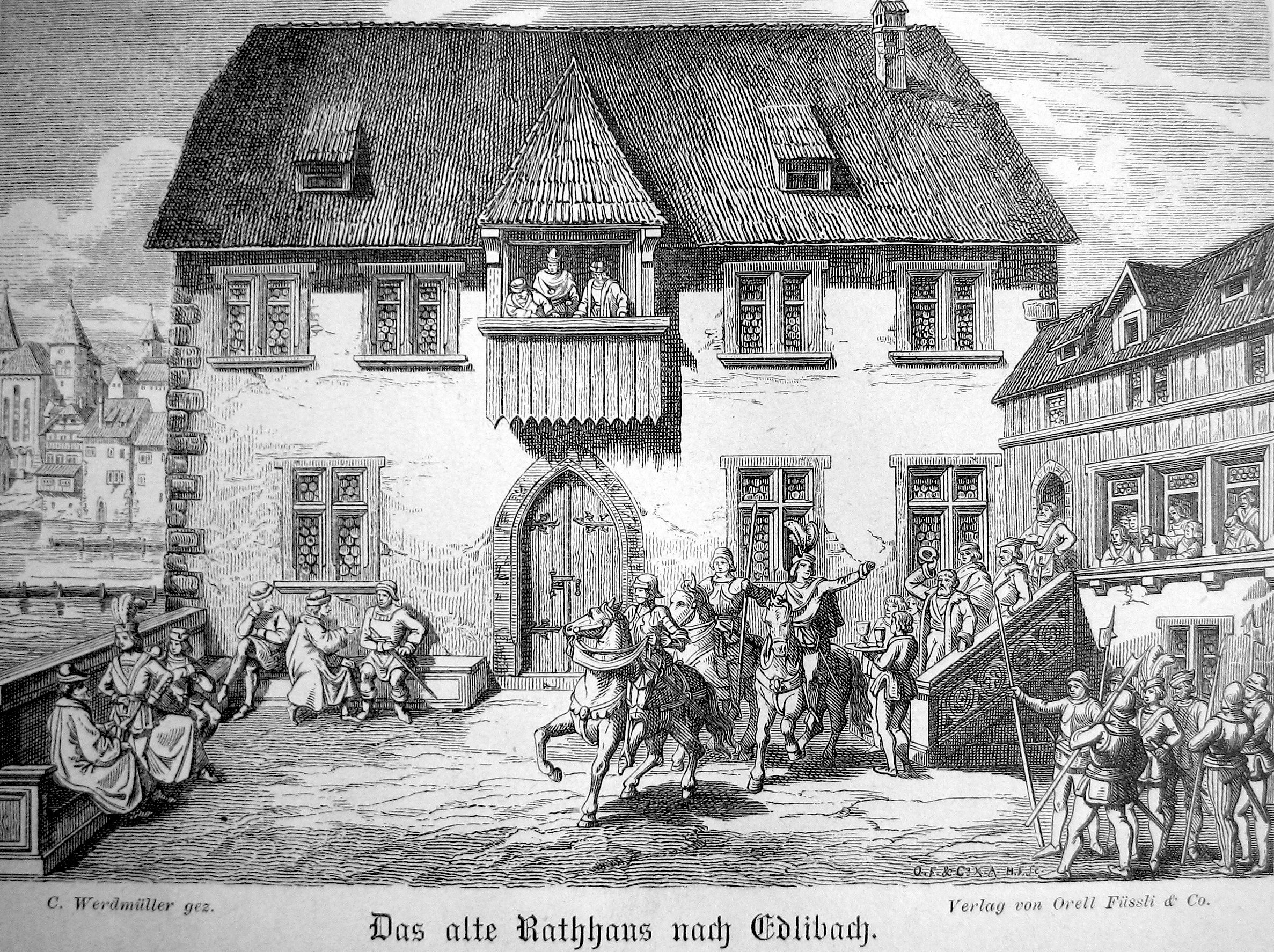
Das alte Rathaus um 1500, Zeichnung von Johann Conrad Werdmüller nach Gerold Edlibach

An der gleichen Stelle stand bereits um 1252 ein erstes «Richthus». Dieses musste 1397 einem grösseren und wohl auch für die damaligen Verhältnisse repräsentativeren Rathaus weichen. Es wurde auf einem bereits bestehenden Gewölbe über der Limmat errichtet. Ein grosser Teil der Arbeit wurde als Frondienst geleistet und sämtliche Bussen der Stadt musste auf der Baustelle abgearbeitet werden. Hundert Jahre nach der Fertigstellung wurden die Fenster verglast, die bisher mit Tüchern verhängt wurden. Mit diesem Bau setzte die Stadt Zürich ein deutlich sichtbares Zeichen ihrer grösseren Autonomie und gewachsenen Bedeutung seit dem Eintritt in die Eidgenossenschaft 1351.

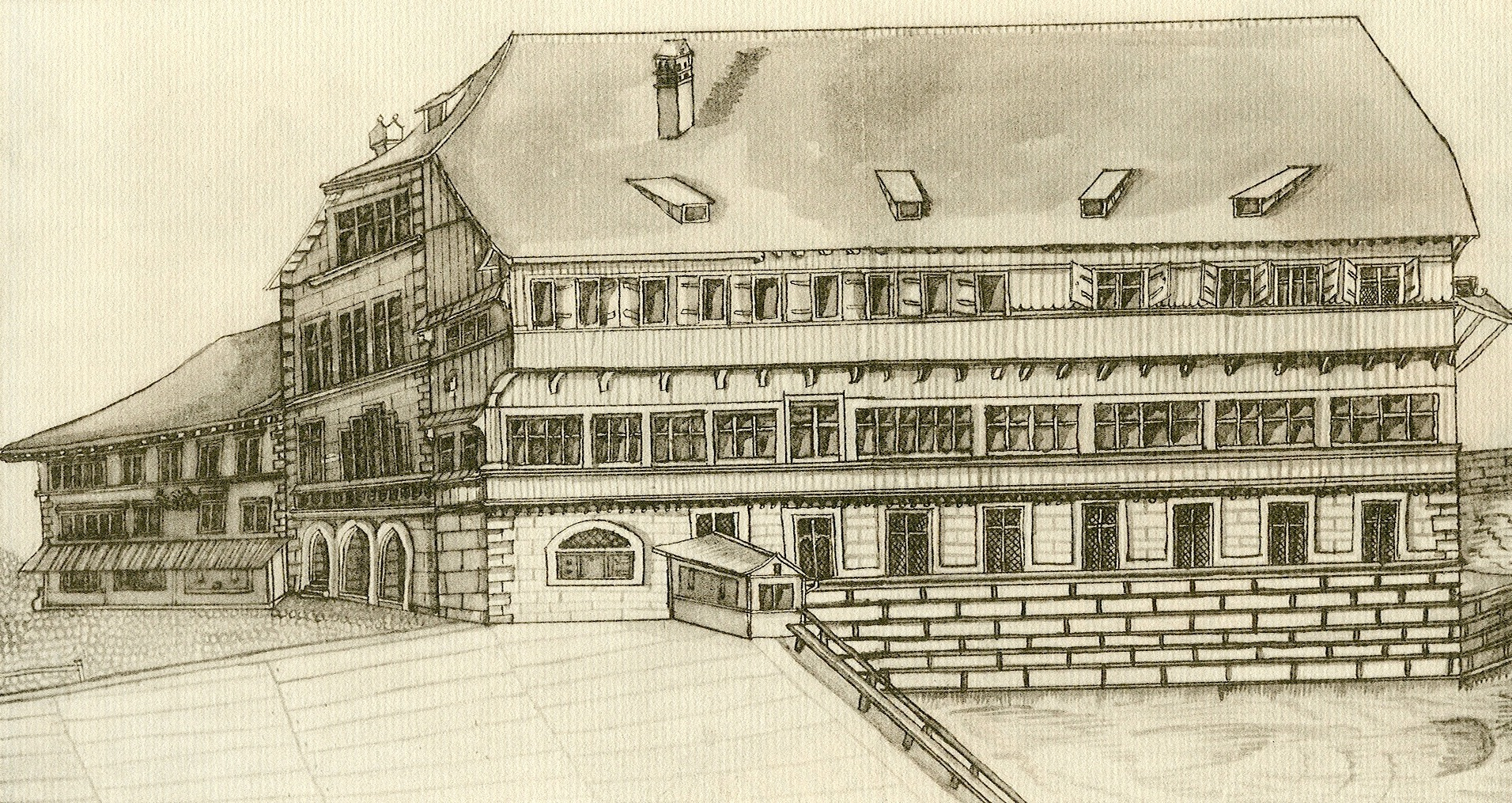
Rathaus um 1700; Zeichnung von Gerold Escher

Am 30. November 1693 beschloss der Kleine Rat der Stadt Zürich einen Neubau, was am 7. Dezember vom Rat der 200 bestätigt wurde. Dabei sollte der Neubau zwar ansehnlich, nicht aber prächtig, aber dennoch gut für Zürichs Ansehen sein. Bei der Planung kam es entsprechend zu einem Kompromiss zwischen zwinglianischer Bescheidenheit, Repräsentationsbedürfnis und Sparsamkeit. Der Neubau stand in Zusammenhang mit der erneut gestiegenen Bedeutung der Stadt. Seit dem Westfälischen Frieden 1648 besass Zürich die volle Souveränität vom Heiligen Römischen Reich und hatte als selbständige Stadtrepublik ein grösseres Repräsentationsbedürfnis. Weil praktisch gleichzeitig immer noch an der sehr teuren dritten Stadtbefestigung gebaut wurde, war das Geld allerdings knapp.
Ausgewählt wurde aus einem Katalog eines Augsburger Architekten. Die Grundsteinlegung erfolgte am 12. Oktober 1694; Baumeister war der Stadtbaumeister Hans Heinrich Holzhalb. Da kein bedeutender Baumeister beigezogen wurde, ist das Gebäude in seiner Form auch kein «grosser Wurf», sondern ein einfacher dreistöckiger längsrechteckiger Bau aus Molasse-Sandstein aus Bäch mit lukarnenbesetztem Walmdach. Unter anderem wurden die beiden Ratstuben und die 1533 eingebaute «Rechenstube» übernommen.

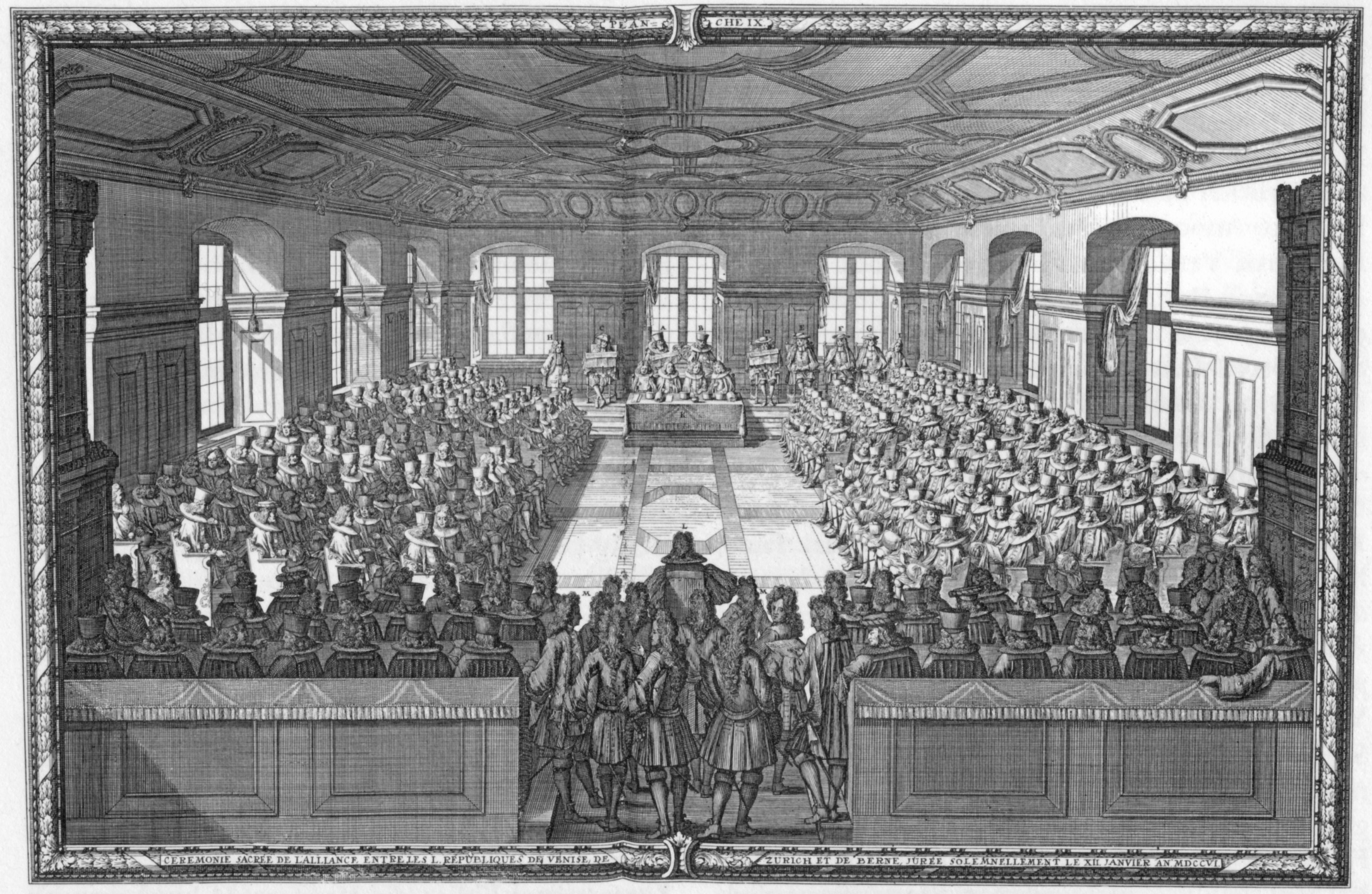
Ansicht des alten Ratssaals aus dem Jahr 1706

Umso grössere Mühe verwendete man dafür für die Dekoration des Baus im Inneren wie auch an der Aussenfassade. Die Bildhauer Giovanni Maria Ceruto aus Lugano und Johann Jakob Keller wurden für die Dekoration der sandsteinverkleideten Fassade verpflichtet. Am 22. Juni 1698 war der Neubau fertig; am 15. Juni 1698 wurde er mit einem grossen Feuerwerk eingeweiht. Für den Bau musste das «Haus zum Schneggen» weichen, das von 1400 bis 1694 «im rechten Winkel» an das damalige Rathaus angebaut war.

Regierungsratssaal (1986)

Nach dem Untergang der Stadtrepublik Zürich 1798 ging das Rathaus ins Staatseigentum der Helvetischen Republik und von dort 1803 an den neu errichteten Kanton Zürich über. Seitdem diente es diesem als Sitz der Regierung und des Parlaments. Zu diesem Zweck wurde das Rathaus im Inneren angepasst, so 1833 als eine Zuschauertribüne in den Ratssaal eingebaut wurde, um die nach der neuen Verfassung verlangte Öffentlichkeit der Sitzungen des Kantonsrates zu gewährleisten.
Wiederholte Versuche der Kantonsbehörden, einen repräsentativen Neubau für die Regierung, das Parlament und die Verwaltung scheiterten, so dass bis heute das alte Rathaus der Stadt Sitz des Kantonsrates geblieben ist. Das Gemeindeparlament der Stadt Zürich geniesst im Kantonsratssaal Gastrecht. Die Stadtzürcher Regierung hat heute ihren Sitz im Stadthaus beim Fraumünster.
Mit dem Neubau des Rathausquais wurde 1835 das Ufer der Limat an das Rathaus herangerückt.

## Fassade

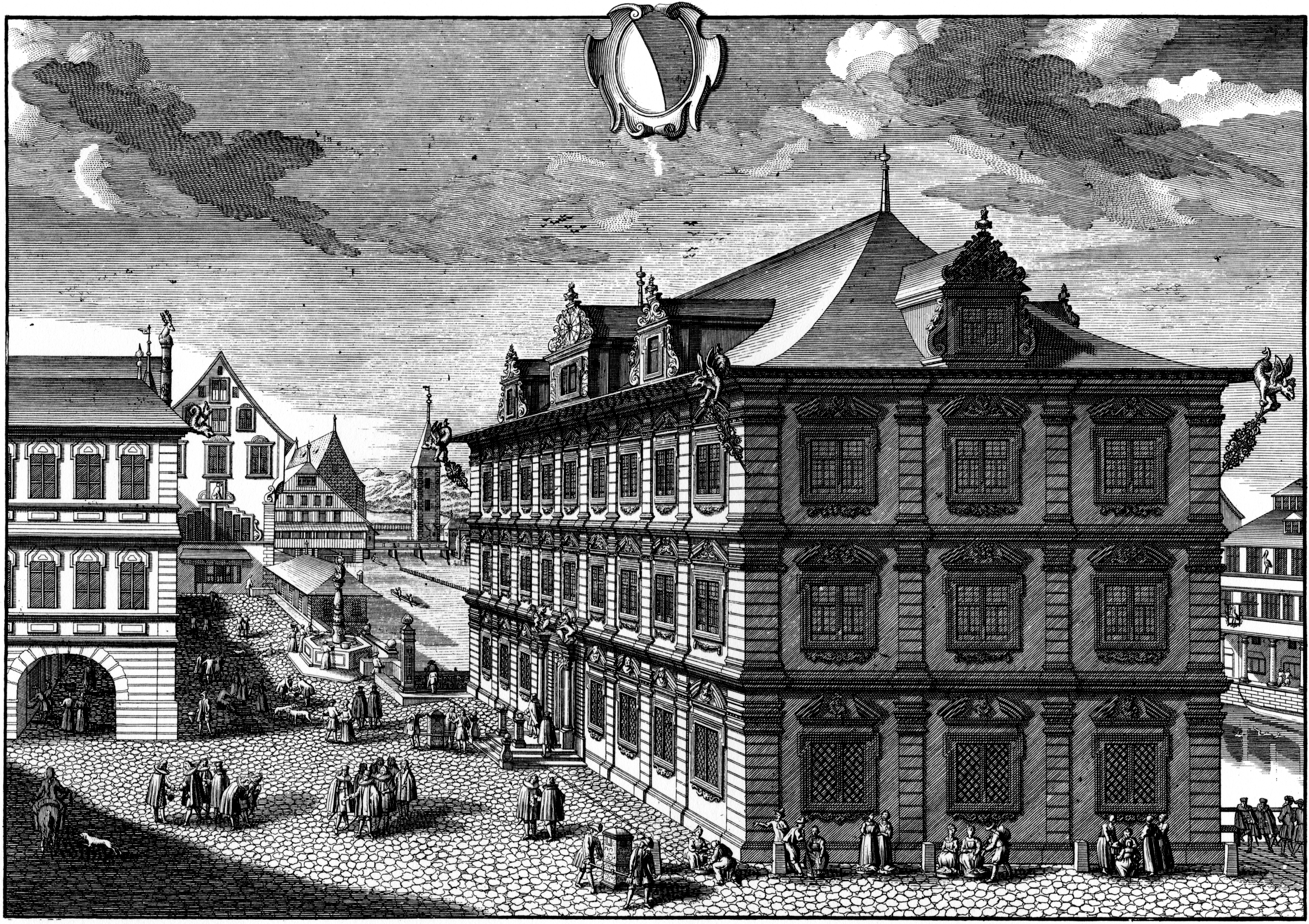
Historische Darstellung des Rathauses im 18. Jahrhundert (Ostseite)

Die Fassade ist noch weitgehend der Spätrenaissance verpflichtet. Pilaster der «drei Ordnungen» – dorisch, jonisch und korinthisch – sowie Gurtgesimse strukturieren die drei Stockwerke gleichmässig.
An der Ostseite befindet sich das stilmässig schon barocke Portal an der Ostseite aus schwarzem Marmor aus Richterswil. Es ist von der lateinischen Inschrift «DEO ET PATRIAE / SAC. HAEC CURIA / JUSSU ET AUSSPICIIS S.P.Q.T. / E FUNDAM, EXTR. ET COND. EST / ANNO CHR. MDCXCIV ET SEQQ» bekrönt. Zu beiden Seiten der Inschrift stehen auf den Säulenkämpfern die Wappentiere von Zürich, zwei vergoldete Löwen als Schildhalter. Der eine der beiden Löwen trägt ein Schwert, der andere einen Palmzweig (ursprünglich ein Szepter). Im Erdgeschoss sind 23 Fenster zusätzlich mit je einer Büste eines Helden der griechischen, römischen und Schweizer Geschichte verziert, deren Namen jeweils eine lateinische Inschrift zugewiesen ist.
Ursprünglich waren auch die mit für die Zeit typischen barocken Voluten mit Akanthus begleitet und bekrönt. Über dem Dachfenster über dem Portal befand sich eine Uhr. Die Dachrinnen wiesen an den Ecken die für Zürich damals ebenfalls typischen Drachen als Wasserspeier. Diese Verzierungen wurden alle noch im 18. Jahrhundert unter dem Einfluss der Klassizismus entfernt.
Das Rathaus ist freistehend über die Limmat gebaut. Gut sichtbar wird dies von der Südseite, wo die beiden Tonnengewölbe einsehbar sind, durch welche die Limmat hindurchfliesst. In den Gewölben existiert auch ein Eingang, so dass man direkt vom Schiff ins Rathaus gelangen kann.
In letzter Zeit gab die Tatsache einiges zu reden, dass das denkmalgeschützte Haus über keinen Notausgang verfügt und das Portal im Erdgeschoss der einzige Aus- bzw. Eingang ist. Dieser ist zudem nicht behindertengerecht. Im Brandfall können jedoch die Gitter im Erdgeschoss von innen geöffnet werden, so dass die Parlamentarier entweder direkt in die Limmat oder auf die Gemüsebrücke flüchten könnten.

## Inschriften und Büsten an den Fenstern im Erdgeschoss
| Büste mit Name und Jahr                                                          | lateinische Inschrift                       | deutsche Übersetzung                                                    |
| Südseite                                                                         | Südseite                                    | Südseite                                                                |
| -------------------------------------------------------------------------------- | ------------------------------------------- | ----------------------------------------------------------------------- |
| MILTIADES. A. M. 3459.                                                           | VIRTVTI MIRA TROPAEA.                       | Die Tugend erringt bewundernswürdige Siege.                             |
| THEMISTOCLES. A. M. 3480.                                                        | NON MIHI SED PATRIAE.                       | Für das Vaterland, nicht für mich.                                      |
| EPAMINONDAS. A. M. 3587.                                                         | HEROUM VICTORIA PROLES.                     | Helden vermögen zu siegen.                                              |
| Ostseite                                                                         |                                             |                                                                         |
| L.IUN.BRUTUS. A.M. 3442.                                                         | LIBERTAS SANGUINE PRAESTAT.                 | Freiheit ist wichtiger denn Bande des Blutes.                           |
| HORATIVS COCLES. A. M. 3444.                                                     | VBI GENS MEA MENS MEA.                      | Wo mein Volk ist, da ist mein Herz.                                     |
| C. MUT. SCAEVOLA. A. M. 3444.                                                    | ET FLAMMAS PATRIA SPERNIT.                  | Sogar Qualen des Feuers achtet Vaterlandsliebe gering.                  |
| HRUDOLF BRV. I. BVRGM. ZÜRICH (Rudolf Brun). 1350.                               | LEGIBUS AC ARMIS.                           | Mit Gesetzen und Waffengewalt.                                          |
| HRVDOLF STVSI BVRGM. ZVRICH (Rudolf Stüssi), 1443.                               | NE PEREANT PEREO.                           | Ich sterbe, damit die andern leben.                                     |
| ADRIAN V. BUBENB[erg] V. BERNA. 1476.                                            | PATRUM VIRTUS PROLUCET IN ARMIS             | Die Tugend der Väter glänzt auf in ihren Waffentaten.                   |
| PET[er] M[ann] V. GVNTELI SCHVLTH. V. LUCERN. (Petermann von Gundoldingen) 1386. | AVT MORS AVT VITA DECORA.                   | Entweder ein Leben in Ehre oder der Tod.                                |
| WALTER FVRST VON VRI (Walter Fürst). 1307.                                       | PRUDENTIA PRAEVENIT ICTVS.                  | Klugheit kommt den Schlägen zuvor.                                      |
| Nordseite                                                                        |                                             |                                                                         |
| WILHELM TELL VON VRI. 1307.                                                      | TENSUS RUMPITUR ARCUS.                      | Unter dauernder Spannung bricht der Bogen.                              |
| WER[ner] STAUFACHER VON SCHWYZ. 1307.                                            | LIBERTATIS AMOR STABILI NOS FOEDERE IUNXIT. | Die Liebe zur Freiheit hat uns in festem Bündnis verbunden.             |
| AR[nold] VON DER HALD[en] VON VNDERWALDEN (Arnold von Melchtal) 1307.            | LAESA FURIT PATIENTIA.                      | Verletzte Duldsamkeit schlägt um in Raserei.                            |
| Westseite                                                                        |                                             |                                                                         |
| ARN[old] WINKELRIET v. VNDERWALD[en]. 1386.                                      | PRO SOCIIS PULCHERRIMA MORS EST.            | Für die Bundesgenossen zu sterben, ist der schönste Tod.                |
| AMAN SCHWARZMAVRER V. ZUG. 1512.                                                 | CONCORDIA CORDIS ET ORIS.                   | Übereinstimmung von Herz und Mund.                                      |
| HANS WALL V. GLARUS. 1499.                                                       | MULTIS PRAESTANTIOR UNUS.                   | Einer vermag mehr als viele.                                            |
| MARCUS CVRCIUS. R[omanus] A.M. 3591.                                             | PRO MULTIS PULCHRE PERIT UNUS.              | Für viele geht einer herrlich unter.                                    |
| MARCUS CVRIUS. A. M. 3660.                                                       | PATRIAE RAPAE GAZA POTIORES.                | Die Rüben der Heimat sind köstlicher als ein Schatz.                    |
| ATTILIUS REGULUS. A.A. 3701.                                                     | NIL CURAT CRUCIATUS PUBLICA CURA.           | Nichts kümmert den, den die Sorge ums Gemeinwohl treibt.                |
| SCIPIO AFRICANUS. A. M. 3747.                                                    | NOBILITAT SERVASSE PENATES                  | Rettung der Heimat adelt.                                               |
| SCIPIO NASICA. A. M. 3746.                                                       | IN PATRIAM PIETAS COELESTIBUS AEQUAT        | Liebe zum und Ehrfurcht vor dem Vaterland macht den Himmlischen gleich. |
| F. CAMILLUS (Marcus Furius Camillus). A. M. 3563.                                | AFFECTUS PATRIA VINCIT                      | Verbundenheit mit dem Vaterland bezwingt andere Gefühle.                |

## Weitere Detailbilder

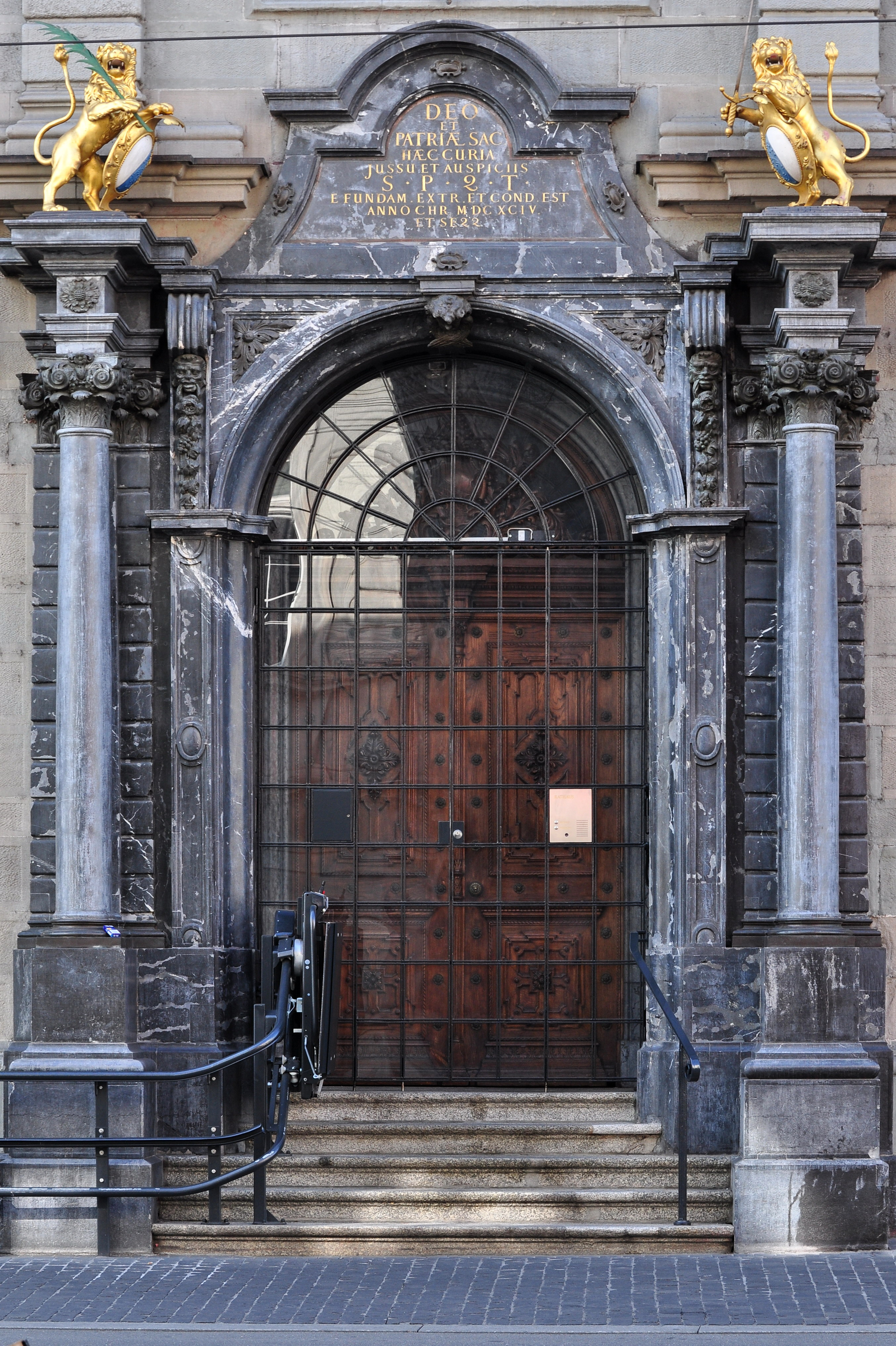
Das Portal an der Ostseite
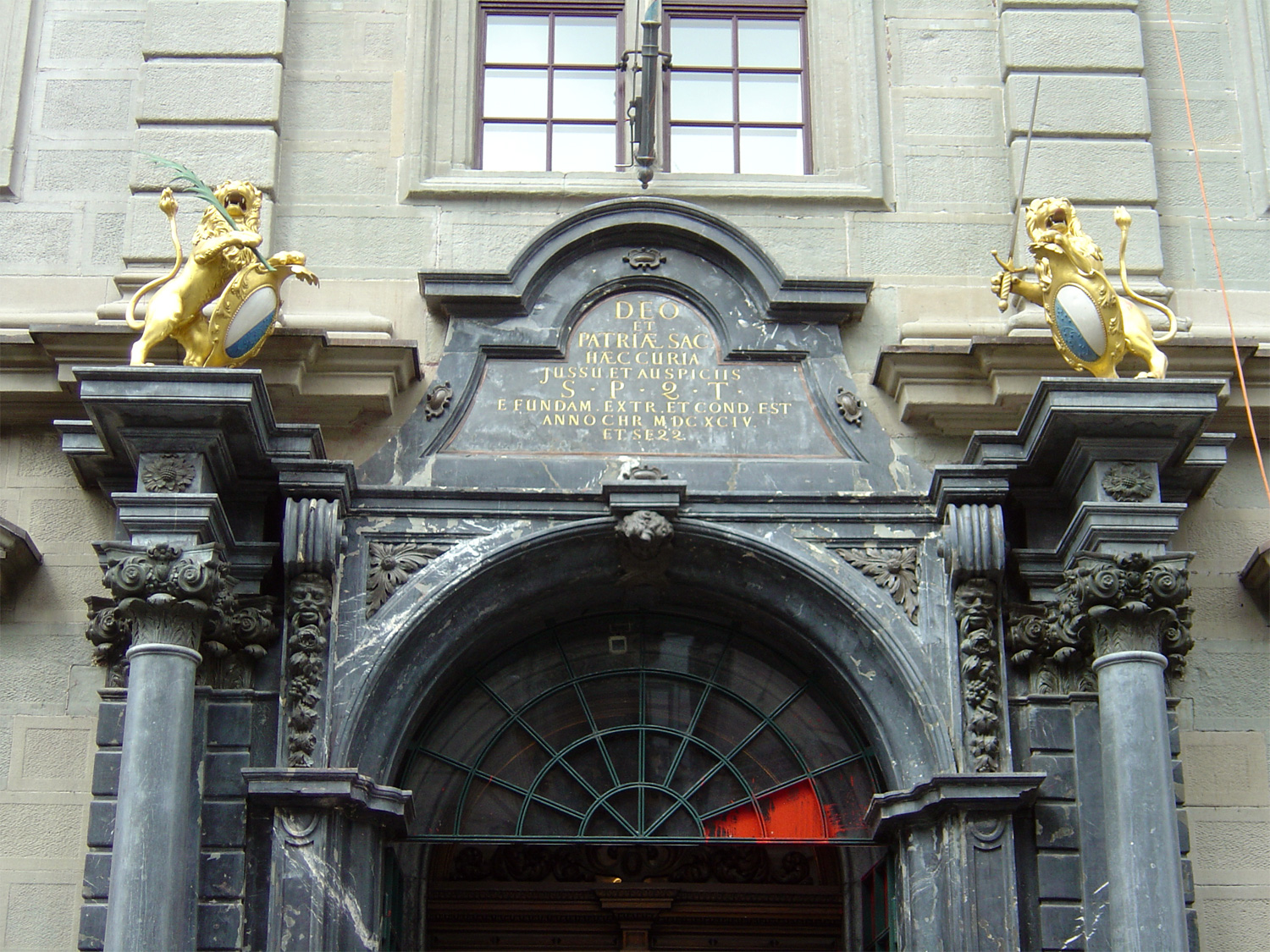
Inschrift und Löwen des Portals (mit Spuren eines Farbanschlags)
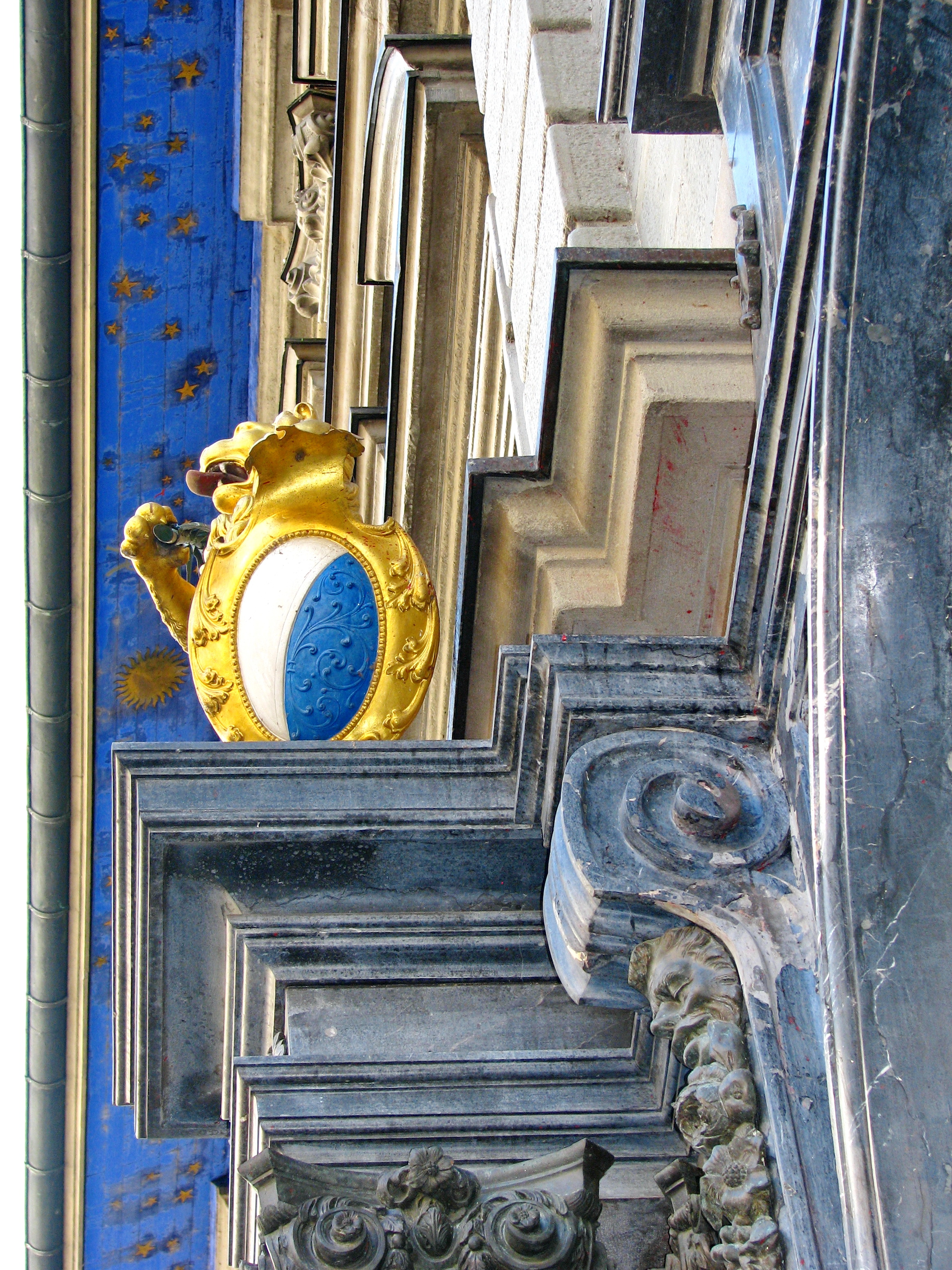
Portal und Dachbemalung
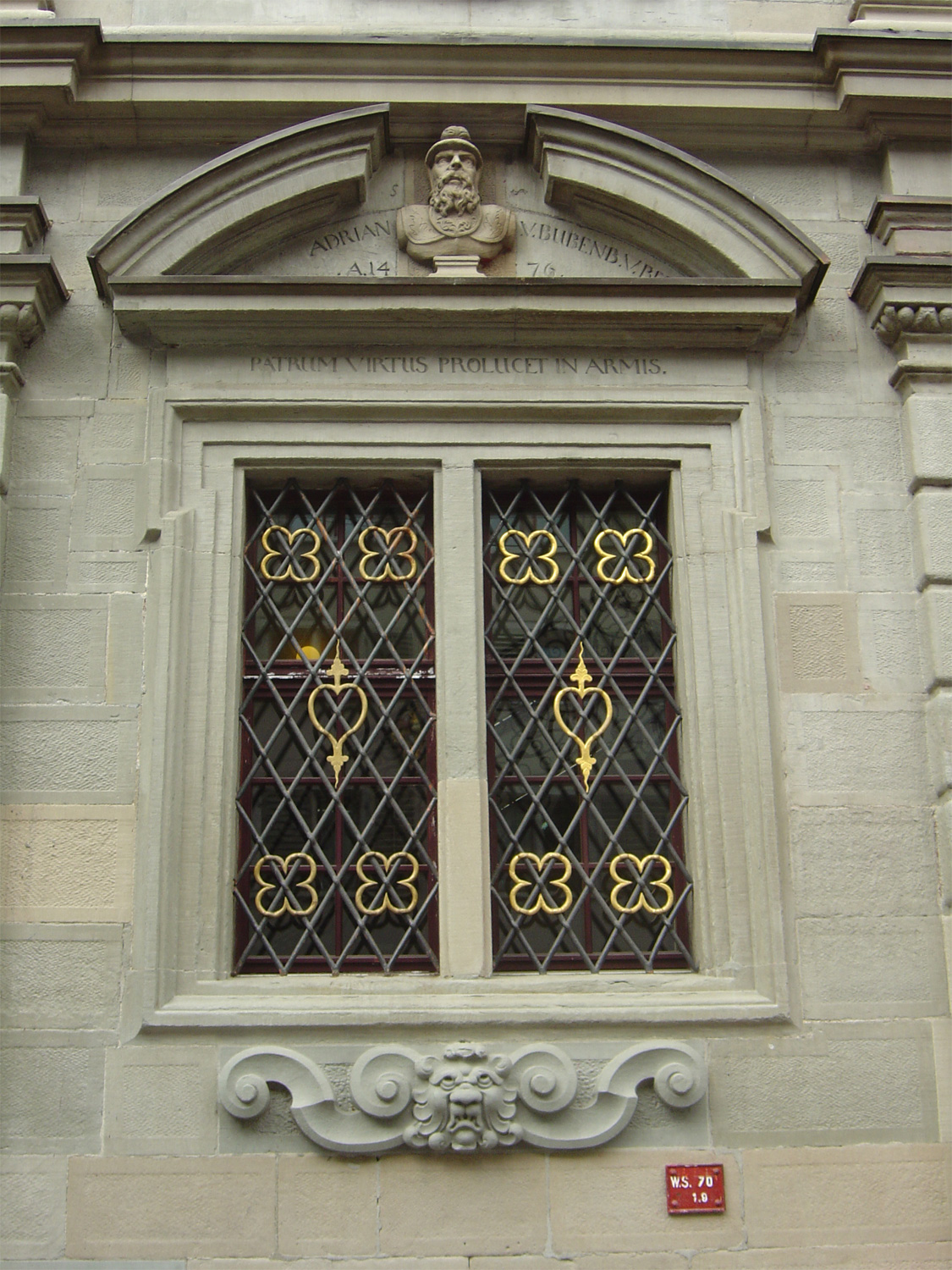
Fenster im Erdgeschoss mit Büste von Adrian I. von Bubenberg (siehe oben)
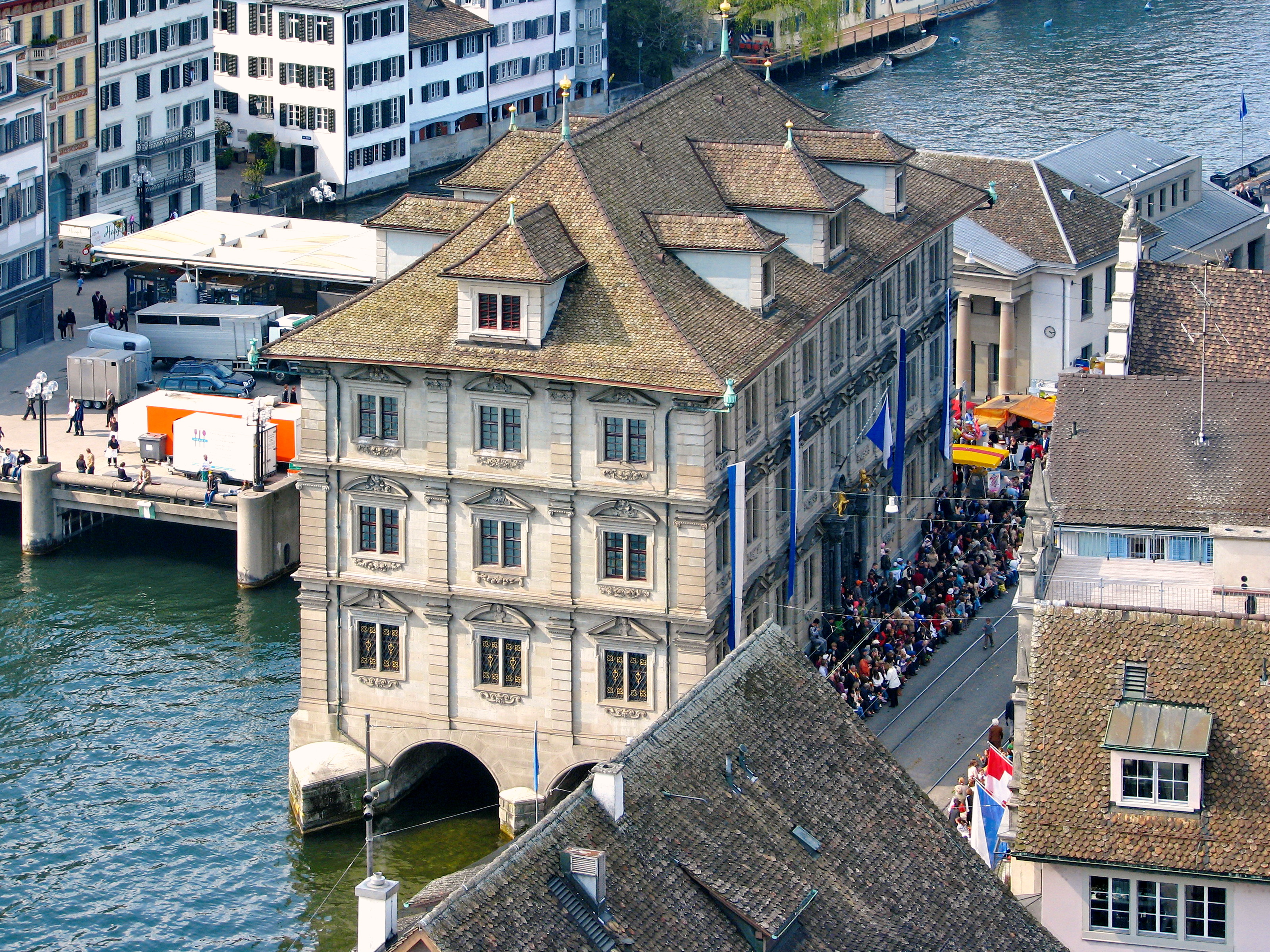
Ansicht vom Karlsturm des Grossmünsters, links die Rathausbrücke, im Hintergrund links die Schipfe und rechts das Limmatquai
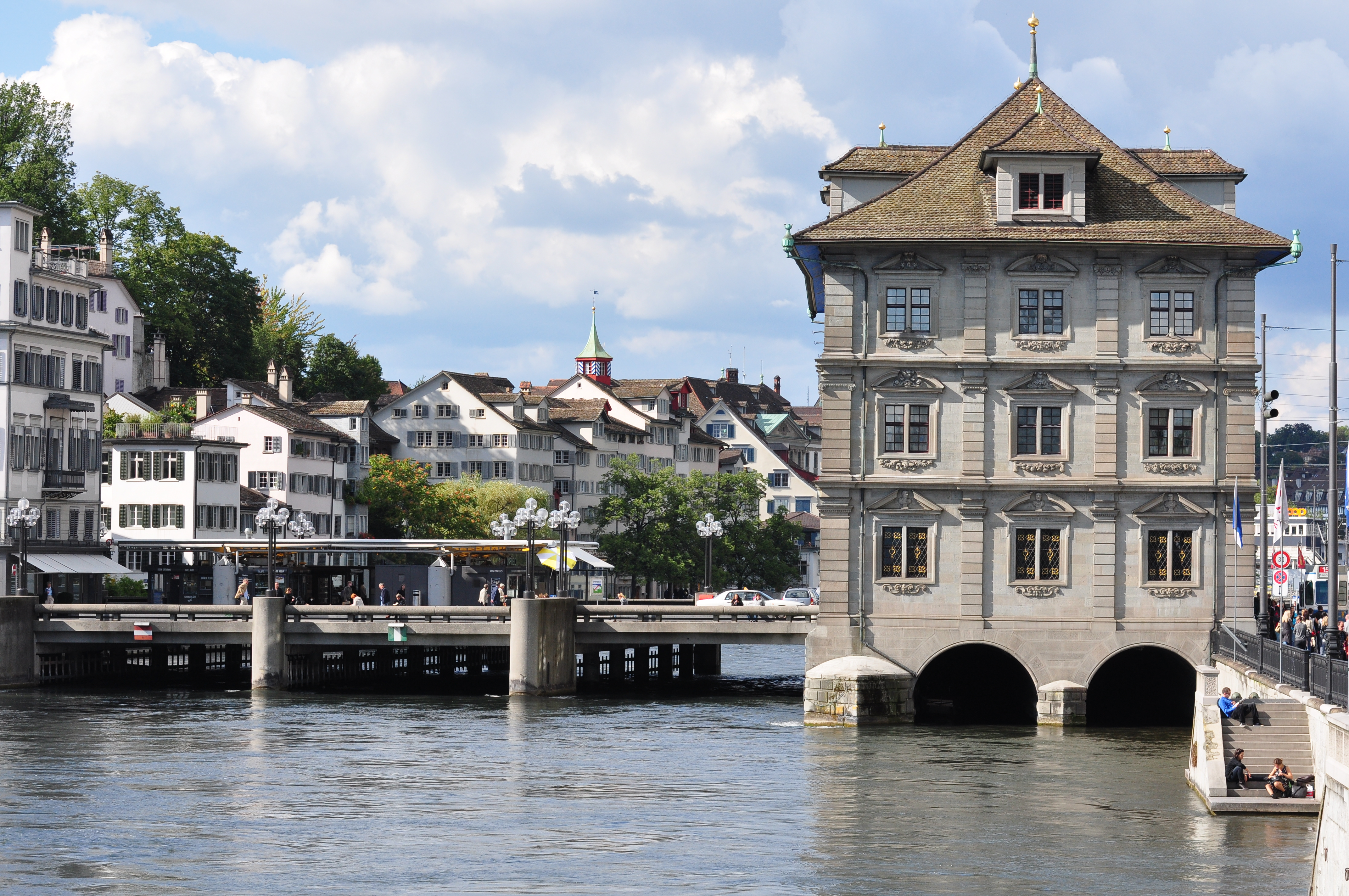
Südseite, im Hintergrund die Rathausbrücke, Schipfe und der Lindenhof

## Historische Wärmepumpe
Weil es aufgrund des Flusses an Platz für die Lagerung von Brennstoffen (Kohle) mangelte, wurde bereits im Jahr 1938 eine (Fluss-)Wärmepumpe zur Beheizung (und auch Kühlung) des Rathauses eingebaut. Dabei handelt es sich dementsprechend um eine der ersten Wärmepumpen weltweit. 
Zwar wurde im Jahr 2001 eine neue Wärmepumpe installiert, doch das historische System ist nach wie vor in Betrieb. Um es am Leben zu erhalten, wird die historische Wärmepumpe auch heute noch für eine Stunde in der Woche betrieben.